# San Marino op de Olympische Zomerspelen 2012
San Marino nam deel aan de Olympische Zomerspelen 2012 in Londen, Verenigd Koninkrijk.
De schutter en vlagdrager Alessandra Perilli was de enige deelnemer die zich via de reguliere kwalificaties kwalificeerde. De andere drie deelnemers namen deel op uitnodiging van de Olympische tripartitecommissie om op die wijze aan het 'olympische ideaal' van het IOC te voldoen dat elk NOC ten minste met een man en een vrouw deelnam.

## Deelnemers en resultaten
(m) = mannen, (v) = vrouwen

### Atletiek
| Olympiër         | Onderdeel | Resultaat | Prestatie                       |
| ---------------- | --------- | --------- | ------------------------------- |
| Martina Pretelli | 100m (v)  | 58e       | voorronde serie 4: 3de in 12,41 |

### Boogschieten
| Olympiër       | Onderdeel       | Resultaat | Prestatie                                                           |
| -------------- | --------------- | --------- | ------------------------------------------------------------------- |
| Emanuele Guidi | individueel (m) | 33e       | plaatsingsronde: 64ste met 589 punten 1ste ronde: V van KOR Im: 0-6 |

### Schietsport
| Olympiër           | Onderdeel | Resultaat | Prestatie                                                                           |
| ------------------ | --------- | --------- | ----------------------------------------------------------------------------------- |
| Alessandra Perilli | trap (v)  | 4e        | kwalificatie: 5de met 71 punten (25-24-22) finale: 4de met 93 punten shoot-off: 4de |

### Zwemmen
| Olympiër    | Onderdeel           | Resultaat | Prestatie               |
| ----------- | ------------------- | --------- | ----------------------- |
| Clelia Tini | 100m vrije slag (v) | 38e       | 'serie 3: 8ste in 58,29 |

Afghanistan · Albanië · Algerije · Amerikaanse Maagdeneilanden · Amerikaans-Samoa · Andorra · Angola · Antigua en Barbuda · Argentinië · Armenië · Aruba · Australië · Azerbeidzjan · Bahama's · Bahrein · Bangladesh · Barbados · België · Belize · Benin · Bermuda · Bhutan · Bolivia · Bosnië en Herzegovina · Botswana · Brazilië · Britse Maagdeneilanden · Brunei · Bulgarije · Burkina Faso · Burundi · Cambodja · Canada · Centraal-Afrikaanse Republiek · Chili · China · Chinees Taipei · Colombia · Comoren · Congo-Brazzaville · Congo-Kinshasa · Cookeilanden · Costa Rica · Cuba · Cyprus · Denemarken · Djibouti · Dominica · Dominicaanse Republiek · Duitsland · Ecuador · Egypte · El Salvador · Equatoriaal-Guinea · Eritrea · Estland · Ethiopië · Fiji · Filipijnen · Finland · Frankrijk · Gabon · Gambia · Georgië · Ghana · Grenada · Griekenland · Groot-Brittannië · Guam · Guatemala · Guinee · Guinee‑Bissau · Guyana · Haïti · Honduras · Hongarije · Hongkong · Ierland · IJsland · India · Indonesië · Irak · Iran · Israël · Italië · Ivoorkust · Jamaica · Japan · Jemen · Jordanië · Kaaimaneilanden · Kaapverdië · Kameroen · Kazachstan · Kenia · Kirgizië · Kiribati · Koeweit · Kroatië · Laos · Lesotho · Letland · Libanon · Liberia · Libië · Liechtenstein · Litouwen · Luxemburg · Macedonië · Madagaskar · Malawi · Maldiven · Maleisië · Mali · Malta · Marshalleilanden · Marokko · Mauritanië · Mauritius · Mexico · Micronesië · Moldavië · Monaco · Mongolië · Montenegro · Mozambique · Myanmar · Namibië · Nauru · Nederland · Nepal · Nicaragua · Nieuw-Zeeland · Niger · Nigeria · Noord-Korea · Noorwegen · Oeganda · Oekraïne · Oezbekistan · Oman · Oostenrijk · Oost-Timor · Pakistan · Palau · Palestina · Panama · Papoea-Nieuw-Guinea · Paraguay · Peru · Polen · Portugal · Puerto Rico · Qatar · Roemenië · Rusland · Rwanda · Saint Kitts en Nevis · Saint Lucia · Saint Vincent en Grenadines · Salomonseilanden · Samoa · San Marino · Sao Tomé en Principe · Saoedi-Arabië · Senegal · Servië · Seychellen · Sierra Leone · Singapore · Slovenië · Slowakije · Soedan · Somalië · Spanje · Sri Lanka · Suriname · Swaziland · Syrië · Tadzjikistan · Tanzania · Thailand · Togo · Tonga · Trinidad en Tobago · Tsjaad · Tsjechië · Tunesië · Turkije · Turkmenistan · Tuvalu · Uruguay · Vanuatu · Venezuela · Verenigde Arabische Emiraten · Verenigde Staten · Vietnam · Wit-Rusland · Zambia · Zimbabwe · Zuid-Afrika · Zuid-Korea · Zweden · Zwitserland · Onafhankelijke atleten